# Bájkasjávrre
Bájkasjávrre, enligt tidigare ortografi Paikkasjaure, är en sjö i Jokkmokks kommun i Lappland och ingår i Luleälvens huvudavrinningsområde. Sjön har en area på 0,874 kvadratkilometer och ligger 714 meter över havet. Bájkasjávrre ligger i Padjelanta Natura 2000-område.

## Delavrinningsområde
Bájkasjávrre ingår i det delavrinningsområde (750396-154608) som SMHI kallar för Utloppet av Paikkasjaure. Medelhöjden är 780 meter över havet och ytan är 7,17 kvadratkilometer. Det finns inga avrinningsområden uppströms utan avrinningsområdet är högsta punkten. Vattendraget som avvattnar avrinningsområdet har biflödesordning 4, vilket innebär att vattnet flödar genom totalt 4 vattendrag (Sieberjåhkå, Vuojatädno, Stora Luleälv, Luleälven) innan det når havet efter 386 kilometer. Avrinningsområdet består mestadels av kalfjäll (88 %). Avrinningsområdet har 0,87 kvadratkilometer vattenytor vilket ger det en sjöprocent på 12,1 %.

## Galleri

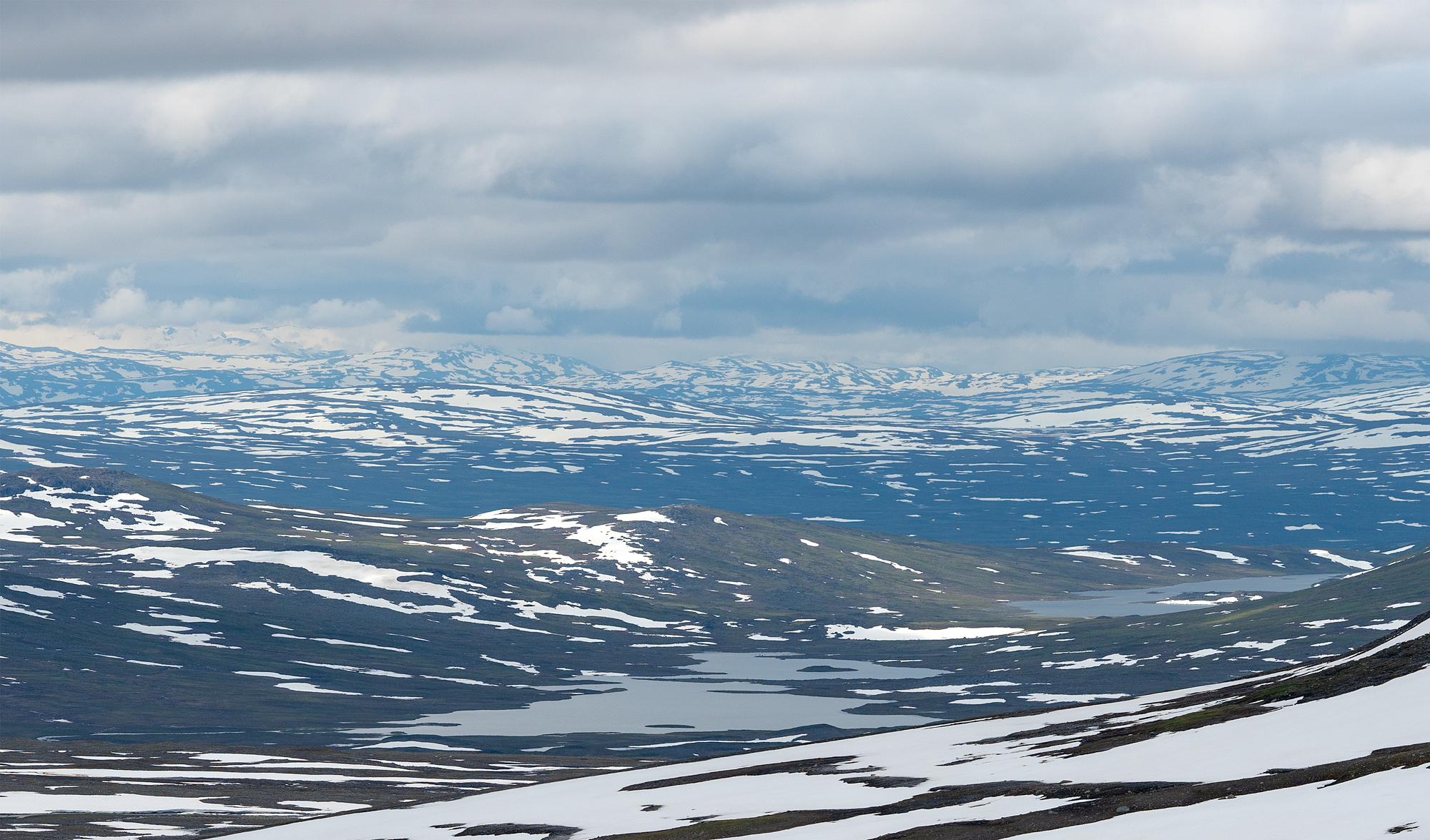
Vy mot Bájkasjávrre från östra sidan av Stuora Jålle. Sjön till höger är Ábmeljávrre.